# 아키 아 살피시
아키 아 살피시(자메이카 크리올: aki ah saalfish, 영어: ackee and saltfish 아키 앤드 솔트피시[*])는 자메이카의 생선 요리이다. 아키 열매와 살피시(염대구)를 볶아 만든 음식이며, 흔히 일요일 아침으로 먹는다. 자메이카의 국민 음식 가운데 하나로 여겨진다.

## 이름
자메이카 크리올 "아키 아 살피시(aki ah saalfish)"는 "아키와 염건어"라는 뜻이다. "아키(aki)"는 아프리카에서 생산되는 과일이며, "살피시(saalfish)"는 염건어, 주로 염대구(소금에 절여 말린 대구)를 가리킨다. 자메이카의 공용어인 영어로는 "아키 앤드 솔트피시(ackee and saltfish)"라 불린다.

## 만들기
기름에 양파, 단고추, 스코치보닛고추 등 향신채와 토마토 등을 볶다가, 물에 불려서 소금기를 빼고 삶은 다음 잘게 찢어둔 염대구와 미리 삶아 익혀둔 아키를 넣고 함께 볶아 만든다. 염대구가 짜기 때문에 소금간을 하지 않지만, 마지막에 후춧가루 등 향신료로 맛을 낸다.

## 같이 보기
- 그린피그 앤드 솔트피시